# Талый (Пермский край)
Талый — посёлок в Пермском крае России. Входит в Александровский муниципальный округ.

## География
Посёлок расположен в верхнем течении реки Коспаш (левый приток реки Чаньва), к юго-востоку от города Александровск и деревни Луньевка. Дорога в Талый только из Северного Коспашского.

## История
Основан в 1960 году. Единственный посёлок из Кизеловского угольного бассейна, основанный для лесозаготовки. После ликвидации железной дороги, проходящей через Талый, посёлок пришёл в упадок. На 2022 год посёлок находится в очень плохом состоянии: около 10 жилых и заброшенных домов, ни одного магазина и церкви и других зданий.
С 2004 до 2019 гг. входил в  Александровское городское поселение Александровского муниципального района.

## Население
| 2010 |
| ---- |
| 17   |

## Топографические карты
- Лист карты O-40-32 Кизел. Масштаб: 1 : 100 000. Состояние местности на 1982 год. Издание 1987 г.